# Greater Underwater Propulsion Power Program

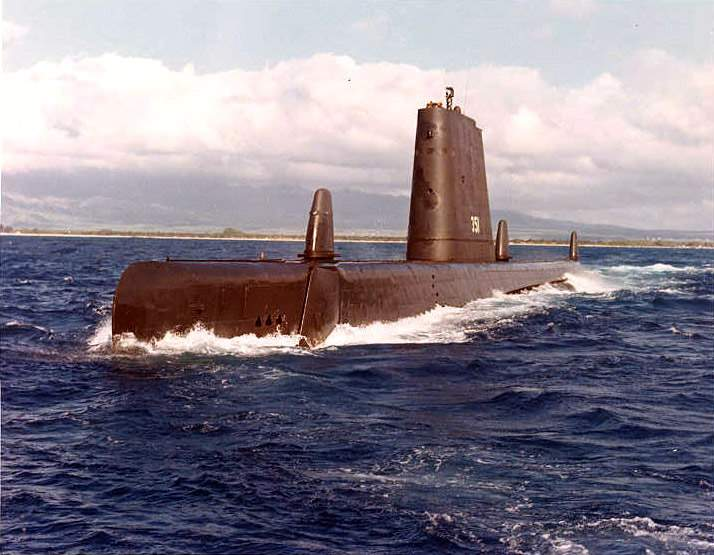
USS Greenfish nach GUPPY III

Das Greater Underwater Propulsion Power Program war ein Programm der United States Navy, das die Modernisierung der U-Boot-Flotte nach dem Zweiten Weltkrieg zum Ziel hatte. Als geläufiges Akronym wurde GUPPY gewählt; hierbei wurde das Y an Stelle des dritten P verwendet, damit sich der Name nach der Tradition der U-Boot-Benennung, an ein Wasserlebewesen (in diesem Fall an den Guppy) anlehnt. Nach dieser Änderung wird für den Namen des Projekts gelegentlich auch die Bedeutung Greater Underwater Propulsion Program Yet angegeben.

## Generelles
GUPPY sollte deutsche U-Boot-Technologie mit der amerikanischen verbinden. Insbesondere zwei deutsche U-Boote, U 2513 und U 3008 der Klasse XXI wurden dafür mittels Reverse Engineering untersucht. Das Ergebnis dieser Untersuchungen legte nahe, dass die Batteriekapazität vergrößert und der Rumpf stromlinienförmiger gemacht werden müssten, außerdem sollten die Boote einen Schnorchel und bessere Feuerleitsysteme erhalten. Aus diesen Vorgaben ging die Tang-Klasse hervor, außerdem wurden zahlreiche ältere Boote der Klassen Gato, Balao und Tench modernisiert.
Zu einer Zeit, in der die Atom-U-Boote entwickelt wurden und sich in der US Navy auf dem Vormarsch befanden, wurden die alten Boote gerade so modernisiert, dass sie die Zeit zwischen Weltkrieg und einer Serienproduktion von Atom-U-Booten überbrücken konnten. Dies erklärt auch, warum nach dem Weltkrieg nur wenige neue konventionell getriebene U-Boote gebaut wurden. Dies waren die Barracuda-Klasse mit drei, die Sailfish-Klasse mit zwei, die Grayback-Klasse mit zwei und die Barbel-Klasse mit drei Booten sowie das Einzelschiff USS Darter in den Jahren 1951 bis 1958.

## Modernisierungsstufen

### Fleet Snorkel
Das Fleet-Snorkel-Program stattete einige Boote mit einem Schnorchel aus, damit diese auch unter Diesel getaucht fahren konnten, statt dafür auftauchen zu müssen. Außerdem wurde das obligatorische Decksgeschütz entfernt, die ehemaligen Magazine wurden zur Unterbringung einer Sonaranlage verwendet. Dies war die kleinste Ausbaustufe, damit aber auch die kostengünstigste.

### GUPPY I

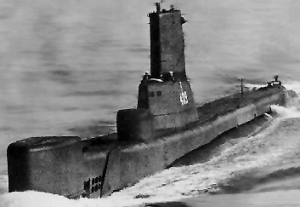
USS Piper (SS-409) nach Umbau mit BQR-4A-Bugsonar

Bei den GUPPY-I-Booten wurden ab 1947 das Geschütz und die sonstigen Aufbauten auf dem Deck entfernt, der Bug wurde außerdem für bessere Taucheigenschaften abgerundet. Auch der Turm wurde stromlinienförmiger gestaltet. Das ehemalige Granatmagazin wurde für die Aufstellung von Sonargeräten genutzt.
Zusätzlich wurden leistungsfähigere Batterien eingebaut, zwei der vier Motoren wurden gegen spezielle langsamlaufende Schleichfahrt-Motoren ausgetauscht. Es wurden lediglich zwei Prototypen umgebaut, ein Schnorchel war in diesem Paket noch nicht enthalten.

### GUPPY II
GUPPY II erhielt zwischen 1947 und 1951 die GUPPY-I-Verbesserungen, zusätzlich aber einen Schnorchel und einen ESM-Mast. Dafür wurde der Turm im oberen Bereich vergrößert.

### GUPPY IA
1951 wurde GUPPY IA als kleine GUPPY-II-Konvertierung angelegt. Um Geld zu sparen, wurde hier die Batterie-Anordnung nicht geändert, was die Wartung vereinfachte.

### GUPPY IIA
Zwischen 1952 und 1954 wurde hier GUPPY II ausgeführt, aber einer der Dieselmotoren durch eine Klimaanlage und Kühlräume ersetzt, um die Bedingungen für die Crews zu verbessern.

### GUPPY IB
1953 bis 1955 wurden in GUPPY IB vier Boote für den Export nach GUPPY IA ausgerüstet, erhielten aber keine moderne SONAR- und ESM-Elektronik. Zwei Boote gingen an die Marina Militare, zwei an die Koninklijke Marine.

### GUPPY III
In den 1960er Jahren wurden einige GUPPY-II-Boote weiter modernisiert. Dafür wurden sie im Rahmen der Fleet Rehabilitation and Modernization in zwei Hälften geschnitten und um 12,5 Fuß (3,8 m) verlängert, um mehr Platz für elektronische Anlagen zu haben.